# Francisco de Paula Pessoa
Francisco de Paula Pessoa (Granja, 24 de março de 1795 — Sobral, 16 de julho de 1879) foi militar e político brasileiro. Foi deputado provincial e senador do Império do Brasil de 1849 a 1879. Por ter sido comboieiro, era conhecido popularmente como senador dos bois.

## Biografia
Era filho do capitão-mor Tomás Antônio Pessoa de Andrade e de Francisca de Brito Pessoa de Andrade. Seu pai era português oriundo de Rabaçal, Coimbra, e veio para o Brasil em 1760, estabelecendo-se primeiramente em Sobral, onde viveu como caixeiro, e depois em Granja, onde se casou. Sua mãe, em solteira Francisca de Jesus Mota, era filha do português João de Carvalho Mota, vindo da Bahia, e de Maria Pereira de Abreu. Seu irmão mais velho foi o insurrecto João de Andrade Pessoa Anta, que participou da Confederação do Equador.
Negociante, a princípio na terra natal e depois em Sobral, para onde se mudou em 1819, foi sargento-mor e capitão-mor das antigas ordenanças dessa última localidade. O insucesso da Confederação do Equador fê-lo perder parte dos seus haveres, para restituição dos quais se transportou ao Rio de Janeiro em 1826. Foi então que se pôs em contato com pessoas influentes da Corte, que muito lhe aproveitaram posteriormente. De volta a Sobral, foi eleito presidente da Câmara, membro do Conselho Geral, coronel comandante da Guarda Nacional local, e mais de uma vez vice-presidente da província.
Em 1848, na eleição para preenchimento de duas vagas no Senado, foi um dos mais votados e escolhido por Carta Imperial de 23 de dezembro do dito ano. Problemas de saúde, porém, fizeram-no deixar de frequentar o Senado desde 1864.
Conta-se que quando jovem, Paula Pessoa pediu a Maria, mãe de Jesus, a quem tinha por madrinha, a graça de ferrar dois mil bois por ano, ser senador do Império e viver oitenta anos, objetivos que cumpriu ao longe sua vida. No seu 80º aniversário, ele se apresentou diante da imagem da santa e disse: Minha madrinha, pedi para ferrar dois mil bezerros por ano e o consegui. Para ser escolhido senador do Império e fui. Agora oitenta anos é tão pouquinho. E assim foi-lhe cedido mais quatro anos. Os restos mortais do senador Paula repousam atualmente na Catedral de Sobral.

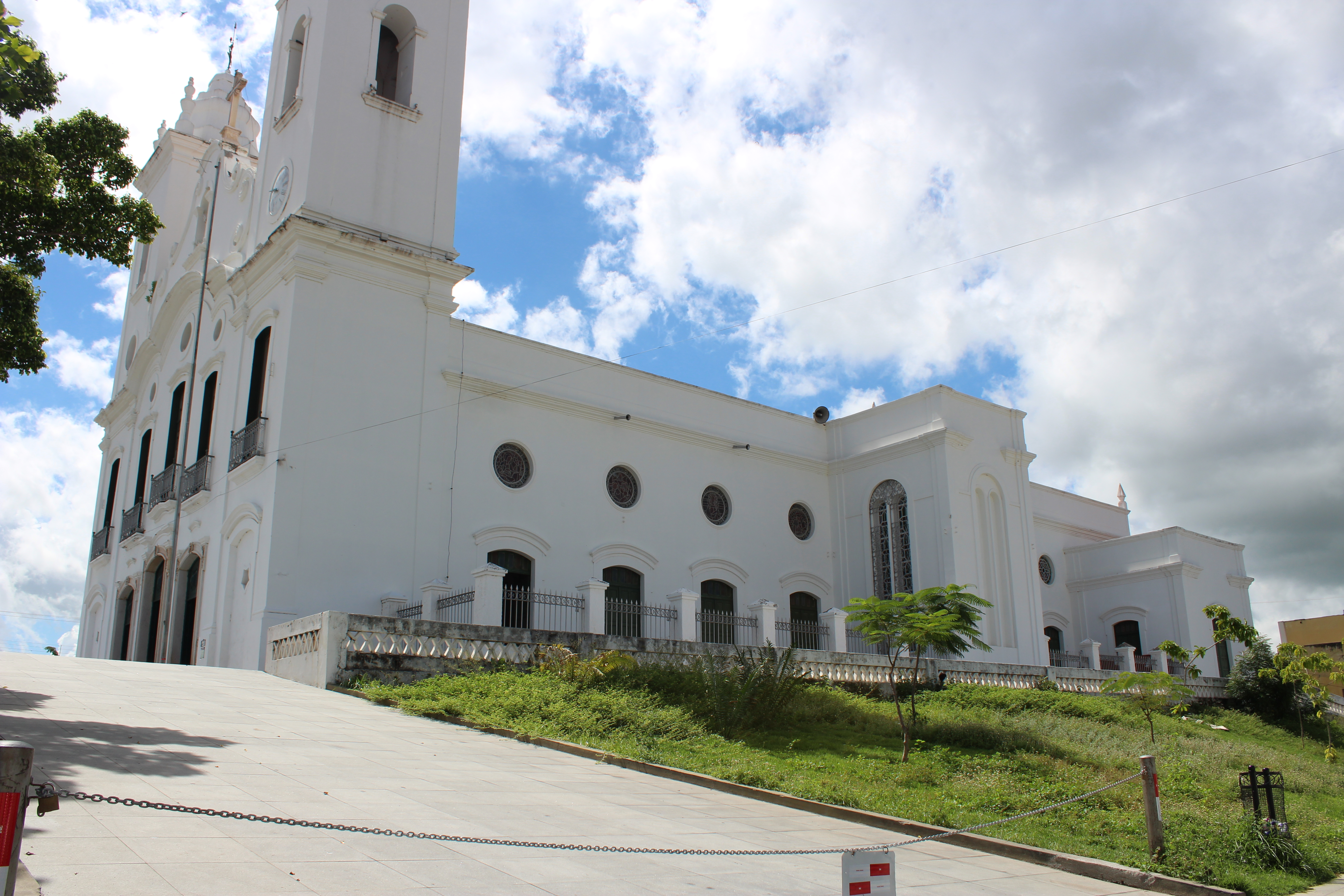
Catedral de Sobral, local onde repousam os restos mortais do Senador Francisco de Paula Pessoa

### Casamento e descendência
Casou-se em 16 de maio de 1827, com Francisca Maria Carolina (1807 - 1851), filha do coronel Vicente Alves da Fonseca e de Geracina Isabel de Mesquita, com quem teve:
1. Vicente Alves de Paula Pessoa (1828 - 1889), senador do Império e jurista;
2. Antônia Geracina de Paula Pessoa (1832 - 1907), esposa de José Antônio de Figueiredo;
3. Tomás Antônio de Paula Pessoa (1834 - 1901), magistrado;
4. Francisco de Paula Pessoa Filho (1836 - 1879), médico e deputado geral;
5. Maria Luísa de Paula Pessoa (1839 - 1910), esposa de Antônio Joaquim Rodrigues Júnior;
6. Francisca Maria Carolina de Paula Pessoa (1841 - c. 1870), esposa de João de Albuquerque Rodrigues.

Além destes, Paula Pessoa foi pai (com Maria Francisca) de Leocádio de Andrade Pessoa, nascido em 1824, desembargador do Tribunal da Relação da antiga província do Maranhão.

## Mandatos
- Deputado provincial - 1835 a 1837
- Senador - 1850 a 1879

## Homenagens recebidas
- Oficial da Ordem da Rosa,
- Fidalgo-cavaleiro da Casa Imperial,